# Gran Premio motociclistico di Francia 1980
Il Gran Premio motociclistico di Francia fu il terzo appuntamento del motomondiale 1980 e si è svolto il 25 maggio 1980. Si è trattato della 46ª edizione del Gran Premio motociclistico di Francia, la 24a valida per il motomondiale. Dopo che l'anno precedente si era gareggiato a Le Mans, quest'anno la gara si è disputata sul Circuito Paul Ricard a Le Castellet.
Le classi in gara sono state 5: la classe 500 in cui si è imposto Kenny Roberts, la classe 350 dove ha vinto Jon Ekerold, la classe 250 vinta da Kork Ballington e la classe 125 vinta da Ángel Nieto. Non gareggia in questo gran premio la classe 50 mentre inizia la sua stagione la classe sidecar con la vittoria di Biland-Waltisperg.

## Classe 500
Durante la corsa poi vinta da Kenny Roberts, giunto così al terzo successo consecutivo nelle prime tre gare della stagione, un grave incidente è occorso al pilota britannico Barry Sheene a cui hanno dovuto amputare il mignolo sinistro. Già nelle prove un altro pilota si era infortunato gravemente, il francese Christian Sarron che sarà assente per tutto il resto della stagione.
La pole position era stata ottenuta da Marco Lucchinelli con un distacco non usuale su tutti gli altri, di quasi 2 secondi: in gara il pilota italiano ha dovuto accontentarsi del terzo posto, preceduto anche da Randy Mamola.

### Arrivati al traguardo
| Pos | Pilota              | Moto     | Tempo           | Punti |
| --- | ------------------- | -------- | --------------- | ----- |
| 1   | Kenny Roberts       | Yamaha   | 44 min 13 s 980 | 15    |
| 2   | Randy Mamola        | Suzuki   | + 5 s 380       | 12    |
| 3   | Marco Lucchinelli   | Suzuki   | + 5 s 790       | 10    |
| 4   | Graziano Rossi      | Suzuki   | + 45 s 900      | 8     |
| 5   | Graeme Crosby       | Suzuki   | + 53 s 870      | 6     |
| 6   | Takazumi Katayama   | Suzuki   | + 55 s 190      | 5     |
| 7   | Michel Rougerie     | Suzuki   | +1 min 07 s 860 | 4     |
| 8   | Kork Ballington     | Kawasaki | +1 min 10 s 250 | 3     |
| 9   | Johnny Cecotto      | Yamaha   | +1 min 12 s 950 | 2     |
| 10  | Patrick Pons        | Yamaha   | +1 min 13 s 500 | 1     |
| 11  | Raymond Roche       | Yamaha   | +1 min 14 s 430 |       |
| 12  | Sadao Asami         | Yamaha   | +1 min 17 s 280 |       |
| 13  | Carlo Perugini      | Suzuki   | +1 min 19 s 020 |       |
| 14  | Seppo Rossi         | Suzuki   | +1 min 20 s 580 |       |
| 15  | Bernard Fau         | Suzuki   | +1 min 26 s 960 |       |
| 16  | Philippe Coulon     | Suzuki   | +1 min 34 s 200 |       |
| 17  | Gianfranco Bonera   | Yamaha   | +1 min 40 s 490 |       |
| 18  | Willem Zoet         | Suzuki   | +1 min 44 s 020 |       |
| 19  | Boet van Dulmen     | Yamaha   | +2 min 10 s 370 |       |
| 20  | Markku Matikainen   | Yamaha   | +2 min 23 s 560 |       |
| 21  | Sergio Pellandini   | Suzuki   | + 1 giro        |       |
| 22  | Michel Frutschi     | Yamaha   | + 1 giro        |       |
| 23  | Maurizio Massimiani | Yamaha   | + 1 giro        |       |
| 24  | Franck Gross        | Suzuki   | + 2 giri        |       |
| 25  | Jack Middelburg     | Suzuki   | + 5 giri        |       |

### Ritirati
| Pilota            | Moto   | Giri | Motivo ritiro |
| ----------------- | ------ | ---- | ------------- |
| Hubert Rigal      | Yamaha | 19   |               |
| Barry Sheene      | Yamaha | 11   | Incidente     |
| Christian Estrosi | Suzuki | 5    |               |
| Franco Uncini     | Suzuki | 3    |               |
| Patrick Fernandez | Yamaha | 2    |               |

### Non qualificati
| Pilota             | Moto       | Note |
| ------------------ | ---------- | ---- |
| Giovanni Pelletier | Morbidelli |      |
| Peter Sjöström     | Suzuki     |      |
| Jon Ekerold        | Yamaha     |      |
| Werner Nenning     | Suzuki     |      |
| Michael Schmid     | Suzuki     |      |
| Richard Schlachter | Yamaha     |      |
| Dale Singleton     | Yamaha     |      |
| Jeffrey Sayle      | Yamaha     |      |
| Max Wiener         | Suzuki     |      |
| Elmar Renner       | Suzuki     |      |
| Jacques Agopian    | Suzuki     |      |
| Alain Nies         | Suzuki     |      |
| Børge Nielsen      | Suzuki     |      |
| Gianni Rolando     | Suzuki     |      |

## Classe 350
Si tratta della seconda prova della stagione, non essendo la 350 al via nel gran premio precedente.

### Arrivati al traguardo
| Pos | Pilota              | Moto             | Tempo    | Griglia | Punti |
| --- | ------------------- | ---------------- | -------- | ------- | ----- |
| 1   | Jon Ekerold         | Bimota-Yamaha    | 43'39"72 | 3       | 15    |
| 2   | Johnny Cecotto      | Bimota-Yamaha    | 43'39"90 | 1       | 12    |
| 3   | Éric Saul           | Yamaha           | 43'49"84 | 6       | 10    |
| 4   | Anton Mang          | Krauser-Kawasaki | 44'02"40 | 7       | 8     |
| 5   | Jean-François Baldé | Kawasaki         | 44'02"82 | 10      | 6     |
| 6   | Walter Villa        | Yamaha           | 44'04"12 | 9       | 5     |
| 7   | Massimo Matteoni    | Bimota-Yamaha    | 44'14"95 | 16      | 4     |
| 8   | Jacques Cornu       | Yamaha           | 44'15"60 | 4       | 3     |
| 9   | Carlo Perugini      | RTM              | 44'29"64 | 5       | 2     |
| 10  | Roland Freymond     | Bimota-Yamaha    | 44'30"76 | 19      | 1     |
| 11  | Jeffrey Sayle       | Yamaha           | 44'46"37 | 15      |       |
| 12  | Alain Röthlisberger | Yamaha           | 44'46"77 | 17      |       |
| 13  | Didier de Radiguès  | Yamaha           | 44'52"13 | 12      |       |
| 14  | Christian Berthod   | Yamaha           | 44'55"71 | 26      |       |
| 15  | Sadao Asami         | Yamaha           | 45'06"41 | 20      |       |
| 16  | René Delaby         | Yamaha           | 45'09"76 | 22      |       |
| 17  | Edi Stöllinger      | Kawasaki         | 45'16"16 | 27      |       |
| 18  | Roland Kopf         | Yamaha           | 45'17"04 | 24      |       |
| 19  | Siegfried Minich    | Yamaha           | 45'42"44 | 28      |       |
| 20  | Philippe Roussel    | Yamaha           | 45'42"75 | 32      |       |
| 21  | Attilio Riondato    | Yamaha           | 46'59"29 | 25      |       |
| 22  | Barry Smith         | Yamaha           | +1 giro  | 31      |       |
| 23  | Yoshimasa Matsumoto | Yamaha           | +1 giro  | 30      |       |

### Ritirati
| Pilota            | Moto          | Motivo | Griglia |
| ----------------- | ------------- | ------ | ------- |
| Patrick Fernandez | Bimota-Yamaha |        | 2       |
| Carlos Lavado     | Bimota-Yamaha |        | 11      |
| Jean-Louis Albera | Yamaha        |        | 13      |
| Thierry Espié     | Yamaha        |        | 14      |
| Jacques Bolle     | Yamaha        |        | 18      |
| Alan North        | Yamaha        |        | 21      |

## Classe 250

### Arrivati al traguardo
| Pos | Pilota                 | Moto             | Tempo    | Griglia | Punti |
| --- | ---------------------- | ---------------- | -------- | ------- | ----- |
| 1   | Kork Ballington        | Kawasaki         | 42'49"72 | 2       | 15    |
| 2   | Anton Mang             | Krauser-Kawasaki | 42'51"52 | 1       | 12    |
| 3   | Thierry Espié          | Yamaha           | 42'57"64 | 3       | 10    |
| 4   | Roland Freymond        | Ad Maiora        | 42'58"40 | 5       | 8     |
| 5   | Éric Saul              | Yamaha           | 43'00"23 | 16      | 6     |
| 6   | Jacques Cornu          | Yamaha           | 43'10"07 | 4       | 5     |
| 7   | Carlos Lavado          | Yamaha           | 43'17"83 | 10      | 4     |
| 8   | Roger Sibille          | Yamaha           | 43'20"65 | 9       | 3     |
| 9   | Paolo Ferretti         | Yamaha           | 43'31"58 | 24      | 2     |
| 10  | André Gouin            | Yamaha           | 43'32"04 | 15      | 1     |
| 11  | Jean-Louis Guignabodet | Kawasaki         | 43'33"34 | 19      |       |
| 12  | Alain Béraud           | Yamaha           | 43'57"10 | 28      |       |
| 13  | Jacques Bolle          | Cotton           | 44'08"09 | 19      |       |
| 14  | Jean-Jacques Peyre     | Yamaha           | 44'18"35 | 17      |       |
| 15  | Pierro Tocco           | Yamaha           | 44'18"74 | 23      |       |
| 16  | Hans Müller            | Yamaha           | 44'28"54 | 32      |       |
| 17  | Bernard Gatti          | Yamaha           | 44'34"14 | 27      |       |
| 18  | Didier de Radiguès     | Yamaha           | 44'34"98 | 26      |       |
| 19  | Harald Bartol          | Yamaha           | 45'05"32 | 33      |       |
| 20  | Jean Lafond            | Yamaha           | +2 giri  | 6       |       |

### Ritirati
| Pilota              | Moto     | Motivo ritiro | Griglia |
| ------------------- | -------- | ------------- | ------- |
| Jean-François Baldé | Kawasaki |               | 7       |
| Jean-Louis Albera   | Yamaha   |               | 11      |
| Jean-Marc Toffolo   | Yamaha   |               | 13      |
| Olivier Bourdil     | Yamaha   |               | 14      |
| Gianpaolo Marchetti | MBA      |               | 18      |
| Guy Batesti         | Yamaha   |               | 20      |
| Richard Hubin       | Yamaha   |               | 21      |
| Thierry Laurens     | Yamaha   |               | 22      |
| Edi Stöllinger      | Kawasaki |               | 30      |
| Loris Reggiani      | Yamaha   |               | 31      |

## Classe 125
Con il successo ottenuto in questa gara, lo spagnolo Ángel Nieto ottiene la sua sessantesima vittoria in gare del mondiale.

### Arrivati al traguardo
| Pos. | Pilota                 | Moto       | Tempo    | Griglia | Punti |
| ---- | ---------------------- | ---------- | -------- | ------- | ----- |
| 1    | Ángel Nieto            | Minarelli  | 42'23"02 | 2       | 15    |
| 2    | Pier Paolo Bianchi     | MBA        | 42'24"75 | 3       | 12    |
| 3    | Loris Reggiani         | Minarelli  | 43'03"72 | 7       | 10    |
| 4    | Yves Dupont            | MBA        | 43'12"26 | 6       | 8     |
| 5    | Hans Müller            | MBA        | 43'16"64 | 12      | 6     |
| 6    | Barry Smith            | MBA        | 43'17"22 | 14      | 5     |
| 7    | Gianpaolo Marchetti    | MBA        | 43'18"49 | 5       | 4     |
| 8    | Peter Looijestein      | MBA        | 43'19"92 | 15      | 3     |
| 9    | Eugenio Lazzarini      | Iprem      | 43'21"02 | 11      | 2     |
| 10   | Jean-Claude Selini     | MBA        | 43'38"59 | 20      | 1     |
| 11   | Jean-Louis Guignabodet | MBA        | 43'38"83 | 21      |       |
| 12   | Thierry Noblesse       | MBA        | 43'39"03 | 9       |       |
| 13   | Stefan Dörflinger      | MBA        | 43'54"41 | 13      |       |
| 14   | Michel Galbit          | MBA        | 43'59"06 | 16      |       |
| 15   | August Auinger         | MBA        | 44'07"75 | 8       |       |
| 16   | Patrick Hérouard       | MBA        | 44'14"85 | 19      |       |
| 17   | Paul Bordes            | MBA        | 44'18"72 | 22      |       |
| 18   | Matti Kinnunen         | MBA        | 44'20"05 | 24      |       |
| 19   | Per-Edvard Carlsson    | MBA        | 44'35"43 | 26      |       |
| 20   | Peter Baláz            | MBA        | 44'40"45 | 28      |       |
| 21   | Henk van Kessel        | AGV Condor | 44'43"19 | 30      |       |
| 22   | Libero Piccirillio     | MBA        | +1 giro  | 27      |       |
| 23   | Bruno Kneubühler       | MBA        | + 4 giri | 4       |       |

### Ritirati
| Pilota           | Moto       | Motivo | Griglia |
| ---------------- | ---------- | ------ | ------- |
| Guy Bertin       | Motobécane |        | 1       |
| Harald Bartol    | MBA        |        | 10      |
| Alfred Waibel    | MBA        |        | 17      |
| Gerhard Waibel   | MBA        |        | 18      |
| Ivan Palazzese   | MBA        |        | 23      |
| Martin van Soest | MBA        |        | 29      |

## Classe sidecar
La nuova stagione dei sidecar vede un ritorno alla tradizione: è soppressa la classe B2B (quella dei prototipi "moderni" di ispirazione automobilistica) e c'è quindi un unico titolo in palio. In questa prima gara la lotta per la vittoria è circoscritta agli equipaggi Rolf Biland-Kurt Waltisperg e Alain Michel-Paul Gérard, che si alternano al comando durante la corsa, finché nelle ultime fasi Michel subisce un problema al cambio che lo fa scivolare all'ottavo posto. Biland (nº 1) così trionfa davanti a Taylor-Johansson e Schwärzel-Huber; si classifica invece sesto l'equipaggio Bruno Holzer-Karl Meierhans, campione dei sidecar B2B.

### Arrivati al traguardo (posizioni a punti)[6]
| Pos | Pilota           | Passeggero         | Moto           | Tempo    | Punti |
| --- | ---------------- | ------------------ | -------------- | -------- | ----- |
| 1   | Rolf Biland      | Kurt Waltisperg    | LCR-Yamaha     | 40'46"88 | 15    |
| 2   | Jock Taylor      | Benga Johansson    | Windle-Yamaha  | 41'35"56 | 12    |
| 3   | Werner Schwärzel | Andreas Huber      | ?-Yamaha       | 41'43"56 | 10    |
| 4   | Egbert Streuer   | Johan van der Kaap | LCR-Yamaha     | 42'01"29 | 8     |
| 5   | Rolf Steinhausen | Kenny Arthur       | ?-Bartol       | 42'07"68 | 6     |
| 6   | Bruno Holzer     | Karl Meierhans     | LCR-Yamaha     | 42'24"66 | 5     |
| 7   | Göte Brodin      | Billy Gällros      | Krauser-Yamaha |          | 4     |
| 8   | Alain Michel     | Paul Gérard        | Seymaz-Fath    |          | 3     |
| 9   | Jesco Höckert    | Harald Mathews     | Busch-Yamaha   |          | 2     |
| 10  | Masato Kumano    | Georg Buchner      | Kumano-Yamaha  |          | 1     |